# Wereldkampioenschap voetbal 2006 (Groep G) Frankrijk - Zuid-Korea
Deze pagina is een subpagina van het artikel Wereldkampioenschap voetbal 2006. Hierin wordt de wedstrijd in de groepsfase in groep G tussen Frankrijk en Zuid-Korea gespeeld op 18 juni 2006 nader uitgelicht.

## Wedstrijdgegevens
| Datum                | 18 juni 2006                | 18 juni 2006                |
| Stadion              | Zentralstadion, Leipzig     | Zentralstadion, Leipzig     |
| Toeschouwers         | 43.000                      | 43.000                      |
| Scheidsrechter       | Benito Archundia            | Benito Archundia            |
| Assistenten          | José Ramírez Héctor Vergara | José Ramírez Héctor Vergara |
| Vierde man           | Esam Abd El Fatah           | Esam Abd El Fatah           |
| Man van de wedstrijd | Park Ji-sung                | Park Ji-sung                |
|                      | Frankrijk                   | Zuid-Korea                  |
| Doelpunten           | 1                           | 1                           |
| Gele kaarten         | 2                           | 2                           |
| Rode kaarten         | 0                           | 0                           |
| Wissels              | 3                           | 3                           |
| Schoten op doel      | 4                           | 2                           |
| Schoten naast doel   | 15                          | 5                           |
| Overtredingen        | 20                          | 10                          |
| Hoekschoppen         | 6                           | 2                           |
| Buitenspel           | 4                           | 1                           |
| Strafschoppen        | 0                           | 0                           |
| Balbezit (tijd)      | 29'00"                      | 27'00"                      |
| Balbezit (%)         | 52%                         | 48%                         |

| Frankrijk | 1 – 1           | Zuid-Korea |
| Thierry Henry 9' | goals (assists) | 81' Park Ji-sung |
| Raymond Domenech | bondscoach      | Dick Advocaat |
| Fabien Barthez Éric Abidal Patrick Vieira William Gallas Claude Makélélé Florent Malouda 88' Zinédine Zidane 90+1' Sylvain Wiltord 60' Thierry Henry Lilian Thuram Willy Sagnol | opstellingen    | Lee Woon-Jae Kim Young-Chul Kim Dong-Jin Choi Jin-Cheul Kim Nam-il Park Ji-sung Lee Young-pyo 46' Eul-Yong Lee 72' Lee Chun-Soo 69' Ho Lee Cho Jae-Jin |
| Franck Ribéry 60' Vikash Dhorasoo 88' David Trezeguet 90+1' | wissels         | 46' Seol Ki-Hyeon 69' Kim Sang-Sik 72' Jung-Hwan Ahn                                                                                                   |
| Éric Abidal 79' Zinédine Zidane 85' | gele kaarten    | 11' Ho Kim 29' Kim Dong-Jin |
| - | rode kaarten    | - |

## Overzicht van wedstrijden
| Groepswedstrijden | | | |
| Groep A | Groep B | Groep C | Groep D |
| Duitsland - Costa Rica Polen - Ecuador Duitsland - Polen Ecuador - Costa Rica Ecuador - Duitsland Costa Rica - Polen             | Engeland - Paraguay Trinidad en Tobago - Zweden Engeland - Trinidad en Tobago Zweden - Paraguay Zweden - Engeland Paraguay - Trinidad en Tobago | Argentinië - Ivoorkust Servië en Montenegro - Nederland Argentinië - Servië en Montenegro Nederland - Ivoorkust Nederland - Argentinië Ivoorkust - Servië en Montenegro | Mexico - Iran Angola - Portugal Mexico - Angola Portugal - Iran Portugal - Mexico Iran - Angola                               |
| Groep E | Groep F | Groep G | Groep H |
| Italië - Ghana Verenigde Staten - Tsjechië Italië - Verenigde Staten Tsjechië - Ghana Tsjechië - Italië Ghana - Verenigde Staten | Australië - Japan Brazilië - Kroatië Brazilië - Australië Japan - Kroatië Japan - Brazilië Kroatië - Australië                                  | Frankrijk - Zwitserland Zuid-Korea - Togo Frankrijk - Zuid-Korea Togo - Zwitserland Togo - Frankrijk Zwitserland - Zuid-Korea                                           | Spanje - Oekraïne Tunesië - Saoedi-Arabië Spanje - Tunesië Saoedi-Arabië - Oekraïne Saoedi-Arabië - Spanje Oekraïne - Tunesië |
| Achtste finales | | | |
| Duitsland - Zweden Argentinië - Mexico                                                                                           | Italië - Australië Zwitserland - Oekraïne | Engeland - Ecuador Portugal - Nederland | Brazilië - Ghana Spanje - Frankrijk                                                                                           |
| Kwartfinales | | | |
| Duitsland - Argentinië | Italië - Oekraïne | Engeland - Portugal | Brazilië - Frankrijk |
| Halve finales | | | |
| Duitsland - Italië | Duitsland - Italië | Portugal - Frankrijk | Portugal - Frankrijk |
| Troostfinale | | | |
| Duitsland - Portugal | | | |
| Finale | | | |
| Italië - Frankrijk | | | |